# Nausigaster
Nausigaster is een vliegengeslacht uit de familie van de zweefvliegen (Syrphidae).

## Soorten
- N. clara Curran, 1941
- N. curvinervis Curran, 1941
- N. geminata Townsend, 1897
- N. nova Curran, 1941
- N. punctulata Williston, 1883
- N. scutellaris Adams, 1904
- N. texana Curran, 1941
- N. unimaculata Townsend, 1897